# تاریخ کار
تاریخ کار زیرشاخه ای از تاریخ اجتماعی است که به‌طور تخصصی بر تاریخ طبقات کارگر و جنبش‌های کارگری تمرکز دارد. مورخان این حوزه ممکن است علاوه بر طبقه اجتماعی به مسائل جنسیتی، نژاد، قومیت و عوامل دیگر توجه کنند، اما عمدتاً بر جوامع شهری یا صنعتی تمرکز دارند که آن را از تاریخ روستایی متمایز می‌کند.
دغدغه‌های اصلی مورخان این حوزه شامل روابط صنعتی و اشکال اعتراض کارگری (اعتصاب‌ها، تعطیلی‌ها)، ظهور سیاست توده‌ای (به‌ویژه ظهور سوسیالیسم) و تاریخ اجتماعی و فرهنگی طبقات کارگر صنعتی است.
تاریخ کار همزمان با رشد یک جنبش سیاسی خودآگاه طبقه کارگر در بسیاری از کشورهای غربی در نیمه دوم سده نوزدهم میلادی توسعه یافت.
در حالی که مورخان اولیه به جنبش‌های اعتراضی مانند لادیسم و منشورگرایی کشیده می‌شدند، تمرکز تاریخ کارگری اغلب بر نهادها یعنی عمدتاً اتحادیه‌های کارگری و احزاب سیاسی بود. نمایندگان این رویکرد نهادی شامل سیدنی و بئاتریس وب بودند. کار و آثار وب، و دیگر پیشگامان این رشته، با خوش‌بینی نسبت به ظرفیت جنبش کارگری برای ایجاد تغییرات اساسی اجتماعی و تمایل به مشاهده توسعه آن به عنوان یک روند پیشرفت پایدار، اجتناب ناپذیر و توقف ناپذیر مشخص می‌شد.
همان‌طور که دو مورخ معاصر کارگری اشاره کرده‌اند، کارهای اولیه در این زمینه «برای خدمت و تجلیل از جنبش کارگری طراحی شده بود.»
از نمونه شخصیت‌های اثرگذار در این حوزه می‌توان به کارل مارکس، ادوارد پالمر تامپسون، اریک هابسبام، تونی بن، سی. ال. آر. جیمز و جان آر. کامانز اشاره نمود.